# Virtual Kasparov
«Virtual Kasparov» — компьютерная программа для игры в шахматы, распространяемая в Европе компанией Virgin Interactive для PlayStation и Game Boy Advance. 

## Описание
В игре доступен выбор уровня сложности. Также можно посмотреть партии, в которые сыграл Г. К. Каспаров, и заодно интервью о его шахматной карьере.

## Оценки
| Сводный рейтинг | Сводный рейтинг |
| Агрегатор       | Оценка          |
| --------------- | --------------- |
| GameRankings    | 69,00 %         |